# Besnoitia besnoiti
Besnoitia besnoiti ist ein parasitischer Einzeller. Er ist Erreger der Besnoitiose bei Rindern, einer Erkrankung, die ursprünglich vor allem in Südeuropa und Afrika auftrat, mittlerweile aber auch in Mitteleuropa auf dem Vormarsch ist.
Endwirt sind Katzen, für diese ist er aber nicht krankheitsauslösend. Im Endwirt findet die geschlechtliche Vermehrung und Sporulation statt. Die Oozyste ist eiförmig, 14–18 × 12×14 μm groß und enthält nach der Sporulation zwei Sporozysten mit je vier Sporozoiten. Mit Ausscheidung über den Kot der Katzen weist sie keine Mikropyle auf. Die Präpatenz beträgt 4 bis 25 Tage, die Patenz 3 bis 15 Tage. Als Zwischenwirt fungieren Rinder, Ziegen und wildlebende Wiederkäuer. Der Zwischenwirt infiziert sich über mit Katzenkot verunreinigtem Futter. Hier bilden sich im Bindegewebe der Haut Pseudozysten. Diese sind ungegliedert und haben einen Durchmesser von 100 bis 600 μm. Diese dickwandigen Gebilde enthalten tausende, durch Schizogonie entstandenen Merozoiten.